# Róber
Róber, bürgerlich Roberto Suárez Pier (* 16. Februar 1995 in A Coruña), ist ein spanischer Fußballspieler, der bei Sporting Gijón unter Vertrag steht.

## Karriere
Róber begann seine Karriere bei Deportivo La Coruña, wo er seine Jugend und seine ersten Karrierejahre verbrachte. 2016 wechselte er auf Leihbasis zu UD Levante und debütierte am 24. September 2016 im Spiel gegen den FC Elche. Nachdem seine Leihe an UD Levante bereits 2017 um ein weiteres Jahr verlängert worden war, wurde diese dann um ein weiteres Jahr bis 2019 verlängert. Im Anschluss verpflichtete Levante ihn fest. Im Sommer 2023 wechselte er ligaintern zu Sporting Gijón.